# Prasophyllum australe
Prasophyllum australe är en orkidéart som beskrevs av Robert Brown. Prasophyllum australe ingår i släktet Prasophyllum och familjen orkidéer. Inga underarter finns listade i Catalogue of Life.